# 新北市板橋區海山國民小學
新北市板橋區海山國民小學（New Taipei City Banqiao District Haishan Primary School，簡稱HSPS），簡稱海山國小，1979年創校，校址為新北市板橋區漢生東路280號 ，校地1.4952公頃。

## 校史
- 1978年1月，奉縣府令，指定板橋市第十五號學校預定地為海山國小，並指派後埔國小校長張蔭全先生開始籌設。籌設之初，土地徵收困難，決定分兩階段徵購，並展開校地徵收協調會。
- 1978年9月，收購校地2963坪。
- 1979年1月，學校奉令成立，張蔭全先生為首任校長，學校編制為34班，暫借後埔國小上課，教師44人。興建教室計71間。
- 1980年1月，遷入本校舍現址上課。
- 1981年1月，視聽教室及音樂教室、自然教室、社會教室等專科教室完成。
- 1981年6月，增建教室12間、樓梯間2間、地下室1間。
- 1981年9月，校地為4439坪。
- 1982年1月，新建圍牆、校門工程，左側道路開闢施工。
- 1983年1月，增建教室41間、司令台、運動場等工程。
- 1983年12月，增建教室4間，專科教室4間。
- 1985年1月，增建教室8間。
- 1987年1月，操場R.A.C跑道整建工程。
- 1988年1月，全校學生達9000多人，為校內學生人數之歷史高峰。增建部分圍牆等工程。
- 1989年8月，第二任校長賴萬年先生接任，第一任校長張蔭全先生退休。
- 1990年1月，實踐國小開始招生，海山國小撥出部分學生解除過多的學生數。
- 1996年8月，第三任校長高振奎先生接任。海山國小教師會、教評會成立。
- 1997年1月，成立附設幼稚園。同年，居仁里、福壽里劃歸光復國小，計有400多名學童撥出。
- 2002年8月，第三任校長高振奎先生退休，第四任校長吳清男先生接任。
- 2006年8月，第四任校長吳清男先生轉任板橋市中山國小校長，第五任校長李明生先生接任。
- 2009年7月，開始舊校舍改建第一期工程，老舊校舍忠孝樓拆除，校方將板橋第一運動場大樓的4樓及6樓部分區域作為第二校區，並將三年級、四年級學生遷至該處上課。
- 2010年1月，忠孝樓整建工程開工動土。
- 2010年2月，因應新建忠孝樓內縮10米，仁愛樓、信義樓、和平樓24間教室拆除。
- 2011年10月，翁俊生先生接任代理校長。
- 2011年12月，新忠孝樓竣工。
- 2012年7月，開始舊校舍改建第二期工程。
- 2012年8月，第六任校長蔡明若先生接任。
- 2014年7月，老舊校舍仁愛樓拆除。
- 2014年9月，因應新學年課程使用，於完成消防安檢之後校方先行使用改建工程第二期完工之校舍。[3]
- 2014年11月，信義樓、和平樓、四維樓（改建第二期工程）驗收完畢。[4]
- 2015年6月，忠孝樓改名為日暄樓、信義樓改名為霽月樓、和平樓改名為星采樓、四維樓改名為北辰樓。
- 2016年8月，第六任校長蔡明若先生轉任新莊區新莊國小校長，第七任校長林瑞昌先生接任。教育部綠色學校掛牌，榮獲國小組「金質獎」。
- 2017年8月，接任新北市國際教育輔導團召集學校。
- 2018年4月，新北市校務評鑑榮獲卓越學校獎。
- 2019年8月，國教署核定為十二年國教課綱推動核心學校。
- 2020年11月，榮獲農委會「推廣食農教育傑出貢獻獎」。
- 2021年9月，完成全校普通教室冷氣裝設。
- 2022年8月，獲選為新北市智慧學習典範學校。
- 2023年10月，榮獲新北市低碳校園標章「金熊獎」認證。
- 2024年8月，第七任校長林瑞昌先生退休，第八任校長謝治平先生接任。

## 學校環境
校區內主要共有4棟5層樓高的建築，分別為日暄樓、霽月樓、星采樓、北辰樓。
- 日暄樓：是校內最長的建築物，校長室、教務處、學務處、總務處、輔導處、人事室、會計室、健康中心、主機房等所有行政處室皆於此棟。改建前稱為忠孝樓。
- 霽月樓：五樓為可容納375人的視聽教室。改建前稱為信義樓。
- 星采樓：改建前稱為和平樓。
- 北辰樓：改建前稱為四維樓。
- 仁愛樓：在各大樓竣工後，已於2014年7月拆除。
- 生態園
- 戶外運動場

## 歷屆校長
| 海山國民小學校長 |        |            |            |        |
| 任次             | 姓名   | 就職時間   | 卸任時間   | 備註   |
| 1                | 張蔭全 | 1979年     | 1989年7月  |        |
| 2                | 賴萬年 | 1989年8月  | 1996年7月  |        |
| 3                | 高振奎 | 1996年8月  | 2002年7月  |        |
| 4                | 吳清男 | 2002年8月  | 2006年7月  |        |
| 5                | 李明生 | 2006年8月  | 2011年10月 |        |
| 代理             | 翁俊生 | 2011年10月 | 2012年7月  |        |
| 6                | 蔡明若 | 2012年8月  | 2016年7月  |        |
| 7                | 林瑞昌 | 2016年8月  | 2024年7月  |        |
| 8                | 謝治平 | 2024年8月  |            | 現任。 |

## 學校學區
- 基本學區
  - 中和區：瑞穗里1－6鄰、員山里11－22、25－35、37－42鄰。
  - 板橋區：民族、深丘里、香丘里、海山里、長安里、東安里、福丘里8－19鄰 、九如里12－13鄰、新民里1、10－25鄰。

## 校歌
雄偉浩蕩的隊伍  如大海般的壯闊  海山子弟朝夕相處  勤練觀摩  看啊龍騰虎躍  奔馳在海山蓬勃的大地上
巍峨高聳的黌宮  像峻山樣的挺拔  海山子弟相親相愛  共琢共磨  聽啊弦歌不輟  迴盪在海山美麗的校園裡
五育備  四維修  為國為民齊心奮鬥
海山  海山  山高水長  我們是頂天立地好兒郎

## 外部鏈結
- 新北市立海山國民小學網站 （页面存档备份，存于）
- 新北市立海山國民小學YouTube頻道 （页面存档备份，存于）
- 新北市立海山國民小學臉書粉絲專頁
- 新北市立海山國民小學在Google Map上的位置